# Bare, Požarevac
Bare (izvirno srbsko Баре) je naselje v Srbiji, ki upravno spada pod Občino Požarevac; slednja pa je del Braničevskega upravnega okraja.

## Demografija
V naselju živi 721 polnoletnih prebivalcev, pri čemer je njihova povprečna starost 42,1 let (40,9 pri moških in 43,2 pri ženskah). Naselje ima 252 gospodinjstev, pri čemer je povprečno število članov na gospodinjstvo 3,66.
To naselje je, glede na rezultate popisa iz leta 2002, večinoma srbsko.
|  |

| Demografija | Demografija     | Demografija     |
| Leto        | Št. prebivalcev | Št. prebivalcev |
| ----------- | --------------- | --------------- |
|             |                 |                 |
|             |                 |                 |
|             |                 |                 |
|             |                 |                 |
| 1948        | 1650            |                 |
| 1953        | 1694            |                 |
| 1961        | 1642            |                 |
| 1971        | 1564            |                 |
| 1981        | 1466            |                 |
| 1991        | 1313            | 1119            |
| 2002        | 1272            | 923             |
|             |                 |                 |

| Etnična sestava po popisu iz leta 2002 | Etnična sestava po popisu iz leta 2002 | Etnična sestava po popisu iz leta 2002 | Etnična sestava po popisu iz leta 2002 | Etnična sestava po popisu iz leta 2002 |
| -------------------------------------- | -------------------------------------- | -------------------------------------- | -------------------------------------- | -------------------------------------- |
| Srbi                                   | Srbi                                   |                                        | 915                                    | 99,13%                                 |
| Romuni                                 | Romuni                                 |                                        | 6                                      | 0,65%                                  |
| Hrvati                                 | Hrvati                                 |                                        | 1                                      | 0,10%                                  |
| Neznano                                | Neznano                                |                                        | 1                                      | 0,10%                                  |